# 中村伊三郎
中村 伊三郎（なかむら いさぶろう、1864年5月23日（元治元年4月18日） - 没年不明）は、日本の商人（莫大小商）、資産家、六甲苦楽園主。族籍は大阪府平民。

## 人物
大阪府平民・中村佐兵衛の三男。1880年、分家して一家を創立する。莫大小商を営む。六甲苦楽園を拓き、温泉業及び土地の経営に努める。住所は大阪市西区靱南通、兵庫県武庫郡西宮町、同郡大社村。

## 家族・親族
中村家
- 妻・榮（1881年 - ?、岡山、岸浄蔵の四女）[2][3]
- 長男・喜一郎（1889年 - ?）[2][3]
  - 同妻・茂[2]、あるいは茂子[3]（1897年 - ?、大阪、飯田仁三郎の長女）[2][3]
- 庶子男・増雄（1909年 - ?、生母は大阪府人の金尾スエ）[2][3]
- 長女・文子[1]（1904年 - 1983年、作家）
- 二女[1]
- 三女[1]
- 孫[2][3]